# Autolytus japonensis
Autolytus japonensis är en ringmaskart som beskrevs av Imajima och Hartman 1964. Autolytus japonensis ingår i släktet Autolytus och familjen Syllidae. Inga underarter finns listade i Catalogue of Life.